# Icke-småcellig lungcancer
Icke-småcellig lungcancer (NSCLC), även icke-småcelligt lungcarcinom, är ett samlingsnamn för de former av epiteliala lungcancrar som ej ingår i kategorin småcelligt lungcarcinom. NSCLC står för cirka 85% av alla lungcancrar.  Som kategori är icke-småcellig lungcancer relativt okänslig för kemoterapi, jämfört med småcelliga lungcarcinom. Kurativt syftande kirurgisk resektion är, när möjligt, den primära behandlingsmodaliteten. I allt högre grad används numera kemoterapi både pre-operativt (neoadjuvant kemoterapi) och post-operativt (adjuvant kemoterapi).

## Varianter

Ett cirkeldiagram som illustrerar incidensen av icke-småcellig lungcancer jämfört med småcelligt lungcarcinom till höger, med andel rökare kontra icke-rökare för respektive variant.

De vanligaste formerna av NSCLC är adenocarcinom, skivepitelcarcinom och storcelligt carcinom men flera andra, mer sällsynta, varianter förekommer. Alla varianter av NSCLC har mer eller mindre vanliga histologiska subklasser och kan även förekomma som blandformer.
Hos aldrig-rökare utgörs lungcancerdiagnoserna nästan uteslutande av NSCLC med en överrepresentation av varianten adenocarcinom.

## Behandling
Ofta används mer än en behandlingsform. Valet av terapi beror av cancerns stadium, individens övergripande hälsotillstånd, ålder, svar på kemoterapi och andra faktorer så som förväntade bieffekter av behandlingen. Efter stadium-indelning av cancern kan patienten vanligtvis indelas i en av tre kategorier: patienter med tidig, icke-metastaserad sjukdom (Stadium I, Stadium II samt vissa Stadium III tumörer), patienter med lokalt avancerad sjukdom begränsad till brösthålan (t.ex. stora tumörer, tumörer som involverar kritiska strukturer i brösthålan eller patienter med metastasering till mediastinala lymfkörtlar) eller patienter med fjärrmetastaser utanför brösthålan.

## Orsaker
Rökning är den enskilt största riskfaktorn för att drabbas av lungcancer. Av de mer än 6 000 komponenterna i cigarettrök har många påvisats ge upphov till DNA-skador.
Andra bidragande orsaker inkluderar radon, icke-industriella luftföroreningar, industriell exponering för vissa kemikalier och asbestos.